# Solibacillus kalamii

Solibacillus kalamii est une espèce de bactérie inconnue sur Terre découverte dans un filtre de la station spatiale internationale,.
Elle est nommée d'après le patronyme du 11e président de l'Inde, Avul Pakir Jainulabdeen Abdul Kalam.